# ARA Corrientes (D-8)
El ARA Corrientes (D-8) fue un torpedero de la clase Buenos Aires que prestó servicio en la Armada Argentina desde 1938 hasta su pérdida en 1941.

## Historia
Entró al servicio con la Armada en 1938. Tenía un desplazamiento 1375 t, una eslora de 98,45 m, una manga de 10,58 m y un calado de 3,2 m. Estaba propulsado por dos turbinas de engranajes y tres calderas. Su velocidad máxima eran los 35,5 nudos. Su armamento eran cuatro cañones de calibre 120 mm, ocho ametralladoras de 12,7 mm y ocho tubos lanzatorpedos de 533 mm.

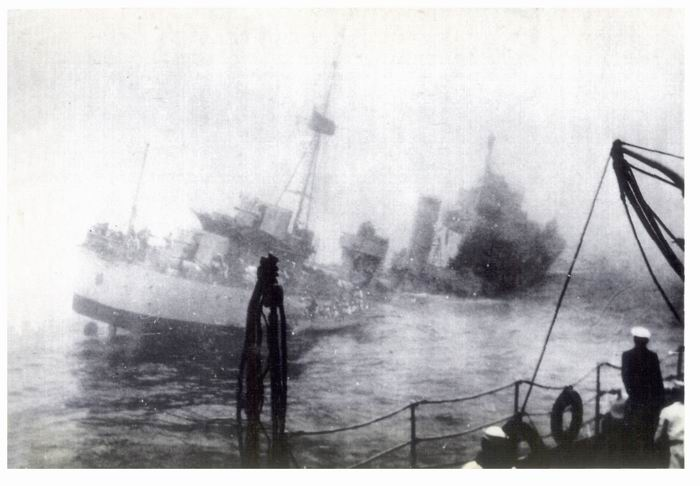
Naufragio del ARA Corrientes.

Fue perdido en 1941 (el 3 de octubre) tras una colisión con el crucero pesado Almirante Brown, que a su vez fue chocado por el acorazado Moreno. El torpedero Corrientes se fue a pique perdiendo en el camino a ocho tripulantes. El crucero pesado sufrió averías graves y se vio obligado a entrar en dique seco.